# St. David
St. David – wieś w Stanach Zjednoczonych, w stanie Illinois, w hrabstwie Fulton.